# Immobilienring IR Österreich
Der Verein Immobilienring Österreich ist ein österreichisches Maklernetzwerk, welches aus mehr als 400 eigenständigen österreichischen Immobilientreuhändern besteht und Eigentums- sowie Mietwohnungen, Häuser, Baugründe, Luxusimmobilien und Gewerbe- und Anlageobjekte vermittelt. Er ist mit dem Verband der Immobilientreuhänder (ÖVI) der zweite große Berufsverband des Maklerwesens in Österreich.

## Geschichte
Das Netzwerk wurde im Jahr 2007 als Nachfolgeverband der Immobilienbörsen Vereinigung Austria (IVA), durch einen Zusammenschluss der Vereine Immobilienring Wien/Niederösterreich, Immobilienring Kärnten sowie Immobilienring Salzburg, gegründet.
Seit Jänner 2012 zählt der Immobilienring 66 Immobilienkanzleien an über 80 Standorten in allen österreichischen Bundesländern. Mit mehr als 400 Immobilientreuhändern ist der Immobilienring IR die größte Maklervereinigung in Österreich.
Den Vorstand des Immobilienrings IR bildet der Präsident Georg Spiegelfeld gemeinsam mit dem Vizepräsidenten Andreas G. Gressenbauer. 

## Ziele
Anliegen des Verbands ist – neben der Interessensvertretung – primär die Qualitätssicherung der Branche: Voraussetzungen für die Aufnahme beim Immobilienring Österreich sind, dass das Maklerunternehmen seit mindestens fünf Jahren am Markt tätig ist und einen fixen Betriebsstandort mit professioneller Bürostruktur vorweisen kann. Des Weiteren müssen die Makler über eine Maklerkonzession sowie eine Haftpflichtversicherung gegen Vermögensschäden verfügen. Ein besonderes Augenmerk wird auch auf die Ausbildung der Immobilientreuhänder gelegt.
Durch die Aufnahmekriterien sollen einheitliche Qualitätsstandards geschaffen werden. Der Immobilienring Österreich ist als Gegenpol zu Franchisenetzwerken positioniert.
Seit Ende September 2011 ist die Immobiliencard als Berufsausweis für Immobilientreuhänder erhältlich. Neben dem ÖVI, FIABCI AUSTRIA und dem IR Austria Immobilienmarkt (AIB), nutzt auch der Immobilienring die Immobiliencard.
Für den deutschen Markt kooperiert der Immobilienring Österreich seit 2008 mit der Immowelt AG, Nürnberg.

## Daten
2017 erzielten die angeschlossenen Makler einen Honorarumsatz von etwa 76 Millionen Euro, was einen Anstieg um 21 Prozent gegenüber dem Vorjahr darstellt.